# Jumièges
Jumièges is een gemeente in het Franse departement Seine-Maritime (regio Normandië) en telt 1778 inwoners (2014). De plaats maakt deel uit van het arrondissement Rouen.

## Bezienswaardigheden

### Abdij

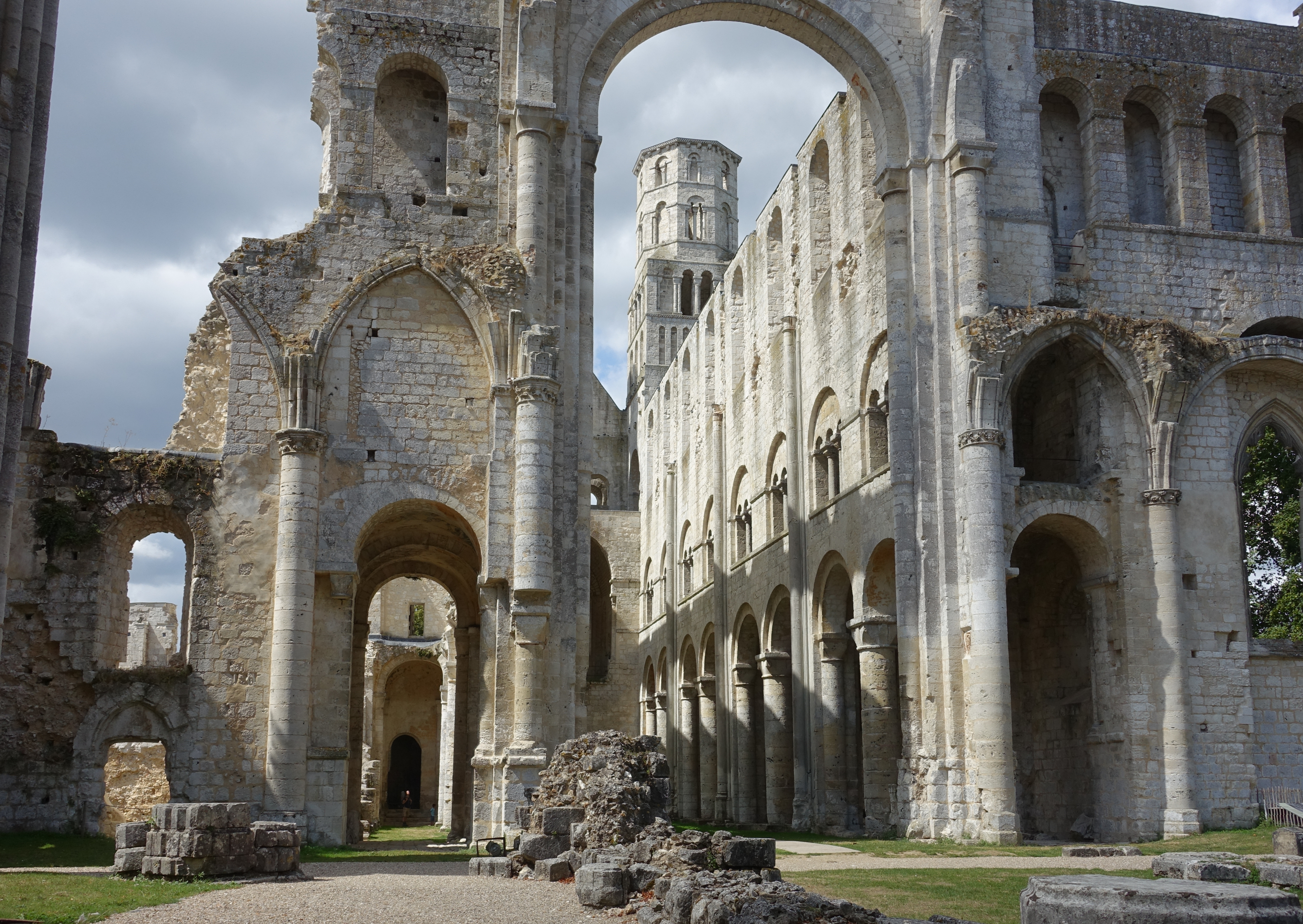
Abdij van Jumièges

De ruïne van de abdij van Jumièges is de belangrijkste bezienswaardigheid van het dorp. De abdij was oorspronkelijk een Benedictijner klooster. De abdij werd in 654 gesticht op basis van een geschenk in de vorm van land door Clovis II en zijn koningin, Balthildis. In de negende eeuw werd de abdij geplunderd en platgebrand door de Vikingen, maar ze werd op een grotere schaal herbouwd door William Longespee, de toenmalige Hertog van Normandië. De nieuwe kerk werd ingewijd in 1067 in aanwezigheid van Willem de Veroveraar. Door de maatregelen uit de Franse Revolutie werd het kloosterleven in Jumièges beeindigd. Van het klooster bleven alleen de indrukwekkende ruïnes over. Jarenlang diende het gebouw als "steengroeve", maar grote delen van de oude kerk zijn nog blijven staan.

## Geografie
De oppervlakte van Jumièges bedraagt 18,6 km², de bevolkingsdichtheid is 92,2 inwoners per km².
De onderstaande kaart toont de ligging van Jumièges met de belangrijkste infrastructuur en aangrenzende gemeenten.

## Demografie
Onderstaande figuur toont het verloop van het inwonertal (bron: INSEE-tellingen).